# Историја Париза
Историја Париза обухвата развој француске престонице од старог века до данас. Настао од римске Лутеције, у 5. веку добио је име Париз. Од 507. до 768. био је престоница Франачке државе, а од 987. до данас је престоница Француске. Град је био поприште Стогодишњег рата (15. век), Хугенотских ратова (16. век), Фронде (17. век) и бројних револуција, од Француске револуције 1789. до Париске комуне 1871.

## Праисторија
2008. године, археолози националног института за превентивна археолошка истраживања (Institut national de recherches archéologiques préventives) (ИНРАП) (којим управља француско Министарство за високо образовање и истраживање) су копајучи у 15. арондисману, недалеко од леве обале Сене открио најстарије људске остатке и трагове насеља ловаца-сакупљача у Паризу, који датира око 8000 година пре нове ере, током периода мезолита.
Други новији трагови привремених насеља пронађени су у Берцију 1991. године, који датирају од око 4500-4200. п. н. е. Ископавањима у Берсију пронађени су фрагменти три дрвена кануа које су користили рибари на Сени, а најстарији датира из 4800-4300. п. н. е. Сада су изложени у Музеју карнавалета. Ископавањима су пронађени трагови насеља из периода средњег неолита (4200-3500. п. н. е.); из раног бронзаног доба (3500-1500. п. н. е.); и прво гвоздено доба (800-500. п. н. е.).
Археолози су пронашли керамику, фрагменте животињских костију и делове углачаних секира. Секире направљене у источној Европи пронађене су на неолитском локалитету у Берсију, што показује да су први Парижани већ трговали са насељима у другим деловима Европе.

## Стари век
Прво насеље на месту Париза било је утврђено село (опидум) галског племена Паризи (лат. Parisii) на мочварном острву реке Сене (данас Сите). Римљани под Цезаром га освајају 52. п.н.е током Галског рата и дају му назив Лутеција (лат. Lutetia). Насеље се под Римљанима шири и на леву обалу Сене, и брзо претвара у значајан и добро утврђен гало-романски град, чији трагови постоје и данас. Но најезде Германа и Хуна (3-5. век) приморале су становништво да напусти леву обалу реке, поново се повуче и утврди на острву. По племену које га је основало, град у то време добија данашњи назив. Почетком 5. века изграђена је прва ансента (градски бедем), која обухвата само острво.

## Средњи век
Око 497. Париз пада под власт Франака, а од 507. је престоница Меровинга. За владе Каролинга значај Париза опада, јер од Карла Великог (768-814) није више престоница, већ само седиште париске грофовије. У 9. веку Париз су у више наврата пустошили Нормани (845, 856, 861). Град се успешно одупро током норманске опсаде Париза (885-886). Париз 987. постаје престоница династије Капета. Од тада је дефинитивно главни град Француске, а његов је развој непосредно везан за јачање државе.
У 11. веку град се проширује и претвара у значајан трговачки центар. Филип II Огист изградио је 1190-1210. на десној, а до 1220. и на левој обали Сене асенту, коју је фланкирало 100 кула. У то време Париз већ има око 100.000 становника: на десној обали Сене је трговачки, а на левој управни и културни део града. У 13. веку Париз је највећи културни центар западне Европе. Париски универзитет, основан око 1200, похађа крајем 12. века око 10.000 страних студената. Развија се и занатска радиност, расте број и улога цеховских удружења - у другој половини 13. века има их преко 100. Најутицајније од њих је Удружење речних трговаца. Старешина цехова (фр. prévôt des marchands) председник је париске општине.
Од 14. века Париз није само краљевска резиденција, већ и седиште државне управе. У њему се састаје скупштина сталежа, и од тог времена има значајну улогу у историји Француске. Средином 14. века Париз је најнасељенији град Европе (по хроникама, у њему живи око 200.000 становника). У другој половини 14. века у Паризу су чести жестоки социјални сукоби, међу којима је најважнија побуна 1356-1358. под вођством Етјена Марсела, угушена и поред почетних успеха. У суштини, био је то први покушај буржоазије да себи обезбеди политичка права. Упркос класним сукобима и француским поразима у првој фази Стогодишњег рата, Париз се и даље ширио. Шарл V (1364-1380) изградио је нову ансенту на десној обали Сене ради заштите дела града који је израстао изван постојећих бедема. У склопу бедема, и за заштиту северног улаза у град, изграђено је 1370. велико утврђење Бастиља, које ће у наредном веку бити претворено у тамницу, углавном за политичке кривце (1789. француски народ обориће Бастиљу као симбол апсолутистичко-феудалне тираније). Париз је под Шарлом V територијално и административно подељен на 16 квартова.
Почетком 15. века Париз је захваћен грађанским ратом између Армањака и Бургунђана. Енглези у другој фази Стогодишњег рата освајају Париз 1420. и остају у њему 16 година. Феудална аристократија Париза је под Енглезима сачувала, па и проширила своја права, зато 1429. није подржала Јованку Орлеанку у њеном покушају да ослободи град. Средином 15. века Париз је имао око 300.000 становника.

## Нови век

### Ренесанса и апсолутизам
Епоха ренесансе обогатила је град лепим и монументалним грађевинама. У хугенотским ратовима (1562-1598) Париз је често био у центру догађаја: Луј Конде опсео је 1567. Париз недовољним коњичким снагама, те га је конетабл Ан Монморанси (фр. Anne de Montmorency) изненадним испадом разбио 10. новембра 1567. у бици код Сен Денија, северног предграђа Париза, и приморао на повлачење. У Бартоломејској ноћи (24. августа 1572) у Паризу је поклано око 2.000 хугенота. Париским устанком на дан барикада (12. маја 1588), вође Католичке лиге су се одвојиле од краља: да би их укротио, он се помирио са хугенотским вођом Анријем од Наваре (каснији Анри IV). Њих двојица су 1589. са 30.000 војника опсели Париз, али им се војска распала пре напада на град одласком знатног дела католичког племства. Други покушај опсаде (7. маја-31. августа 1590) такође није успео. Краљ Анри IV (1589-1610) ушао је у град тек 1593, пошто се претходно одрекао протестантизма.
У међувремену,средином 16. века предузети су радови на проширењу града и изградњи нове ансенте, тј. продужењу постојеће на десној обали Сене, па је половином 17. века површина Париза на десној обали реке, из времена Шарла V, готово удвостручена. Ова ансента, ојачана низом бастиона, фортификацијски је далеко солиднија од претходних.
За владе Анрија IV општи напредак Француске осетио се нарочито у Паризу. Град се шири по унапред одређеном плану, са тежњом да се становницима пружи више отвореног простора - широке улице, велики мостови, пространи тргови. Под Лујем XIII (1610-1643) Париз је имао око 400.000 становника.
Париз је био поприште последњих покушаја француског племства да се супротстави успостављању апсолутистичке монархије (Фронда) који је трајао од 1648. до 1652, када је Велики Конде, вођа побуњених великаша, напустио Париз, а у њега се вратио краљ. Под апсолутистичком монархијом, посебно Лујем XIV (1661-1715), који је 1682. своју резиденцију преселио у Версај, Париз добија академију, позоришта, јавна здања и споменике. Уводи се осветљавање улица, организује градска полиција, а број квартова попео се на 20. У то доба сазидане су и прве касарне. Париз доживљава велики успон и постаје светски центар књижевности и уметности. Међутим, тај пренасељени град (око 500.000 становника) пун је оштрих супротности: поред блиставих палата, пуно је бедних страћара; док аристократија живи у великом луксузу, највећи део Парижана (ситне занатлије, радници, ситни трговци) нема довољно средстава за живот и лишен је елементарне здравствене заштите. Такво стање наставља се и погоршава све до Француске револуције (1789). Луј XV (1715-1774) и Луј XVI (1774-1793) наставили су изградњу Париза. Поред многих палата и јавних грађевина, 1751-1756. сазидана је зграда Војне Академије (фр. École militaire).

### Револуција и царство
У другој половини 18. века Француска запада у дубоку кризу: нарасле производне снаге (које контролише буржоазија) дошле су у оштар сукоб са апсолутистичко-феудалним поретком. У тим условима настаје нова идеологија: Париз постаје стециште филозофа и слободних мислилаца, расадник нових демократских идеја које ће потрести темеље феудалног друштва. Ту живе и раде Волтер, Русо, Дидро и други. Народ Париза устао је на оружје и заузео 14. јула 1789. Бастиљу, и тако дао почетни импулс Француској револуцији. Ноћу 10. августа 1792. републиканци Париза образовали су револуционарну општинску управу - Париску комуну, која ће као представник париског пролетаријата битно утицати на ток француске револуције. У тим данима, париске масе својим одушевљењем и одлучношћу дају пример читавом француском народу. Париз дефинитивно постаје седиште највише законодавне и извршне власти земље - престоница Француске, седиште Народне скупштине, Конвента, Директоријума и врховне војне управе револуције.
За време Царства (1796-1815), Наполеон I, у жељи да од престонице Француске направи верно огледало своје славе, подиже колосална, монументална здања у неокласичном стилу: Париз постаје нови Рим новог Цезара. Поучен недавним догађајима, Наполеон истовремено тежи да преко префекта Сене и префекта полиције, онемогући активност париског пролетаријата. Париз није био само сведок Наполеонове славе, већ и његовог пада. После тродневне опсаде, у којој су малобројне француске трупе пружиле енергичан отпор, савезници су 31. марта 1814. ушли у Париз. То је био први пад Наполеона. Наредне године он се 20. марта вратио у Париз, али је после владавине од 100 дана дефинитивно морао напустити Париз и Француску.
У међувремену, крајем 18. века Париз је добио нову ансенту. Она обухвата обе обале Сене, дуга је око 24 км, готово кружног облика и захвата много већу површину од претходних.

### Рестаурација и нове револуције
Успостављање апсолутистичког режима рестаурисане бурбонске монархије и све веће заоштравање класних супротности, довели су до јулске револуције 1830, у којој је учествовало око 80.000 људи и жена Париза. Пошто су на улицама Париза 26. јула подигли стотине барикада, устаници су сутрадан почели оружану борбу против владиних трупа. До 28. јула успешно су одолевали нападима војске, а наредног дана приморали су краља Шарла X (1824-1830) да абдицира. Успостављена је парламентарна јулска монархија на челу са либералним краљем Лујом Филипом (1830-1848), представником финансијских кругова крупне буржоазије. Париски пролетаријат изнео је револуцију на својим плећима, али, без јединствене партије и идеологије, као ни ситна буржоазије, није добио своје представнике у новој власти.
Владавина финансијске аристократије наишла је на отпор париског пролетаријата и ситне буржоазије: париски радници устајали су у заштиту својих права 1832, 1834. и 1839, али без успеха. У Паризу је од краја 1843. до почетка 1845. живео Карл Маркс. Ту се у јесен 1844. први пут састао са Фридрихом Енгелсом, и почело је стварање нове идеологије - комунизма. Здружени париски пролетаријат и буржоазија однели су победу у фебруарској револуцији 1848, првој буржоаско-демократској револуцији, у којој се пролетаријат афирмисао као нова друштвена снага. Парижани су се 22. фебруара дигли на оружје: дошло је до сукоба са жандармеријом и војском, барикаде су никле по читавом граду. а батаљони Националне гарде почели су да прелазе на страну устаника. Луј Филип је сутрадан приморан да прихвати оставку владе, 24. фебруара да абдицира, а 25. фебруара проглашена је република и прокламоване демократске слободе. Париз се у име француског народа још једном обрачунао са омраженим режимом; још једном је победа Парижана одјекнула широм Европе, нарочито у Немачкој (Мартовска револуција), Аустроугарској (Бечка револуција, Мађарска револуција) и Италији (Италијански ратови за уједињење). Међутим, буржоазија је и овога пута искористила париску радничку класу, те долази до јунског устанка париских радника (23-26. јуна 1848) у којем учествује око 45.000 људи. Био је то први пут у историји грађански рат између пролетаријата и буржоазије. Париски пролетаријат, изолован од осталих маса, претрпео је пораз, а последице су биле веома сурове - масакрирано је око 3.000 радника.

### Модернизација и 20. век
Јак економски полет и снажан индустријски развој, који је захватио Француску после 1848. осетио се и у Паризу: он сада има преко милион становника. Развијају се велика индустријска предузећа, оснивају банке, железничке компаније, робне куће. У урбанистичком погледу, Париз је, у суштини, још увек био средњовековни град. Под управом Жоржа Османа (фр. Georges-Eugène Haussmann), префекта Сене, извршени су током владе Наполеона III урбанистички радови огромних размера: Париз је добио данашњи лик. Тај џиновски подухват урбанистичког преуређења града условљен је, првенствено, жељом да се Париз, колевка толиких револуција, учини неприкладним за уличне борбе и подизање барикада. Срушене су читаве четврти старог града, где, у лавиринтима уских улица, артиљерија и коњица нису могле ефикасно да дејствују. Отворени су нови широки булевари и авеније, проширени стари, трасирани пространи паркови и тргови. У периоду 1840-1870. подигнута је последња ансента - градски бедем Париза, укупне дужине преко 40 км, који се у француско-пруском рату (1870-1871) одупро петомесечној опсади. На вест о предаји Наполеона III код Седана (2. септембра 1870), радници и војници Париза су 4. септембра продрли у Бурбонску палату и приморали законодавну скупштину да објави збацивање цара и прогласи Трећу француску републику. Од 19. септембра до 28. јануара 1871. град је био под опсадом, док је предаја града Прусима довела до устанка Парижана против владе и стварања Париске комуне, која је угушена у крви до 28. маја. У рату и револуцији 1870-1871. изгубило је живот око 100.000 Парижана.
До Првог светског рата Париз се нагло повећава. Тако 1871. има 1.800.000, 1879. већ 2.200.000, а 1896. преко 2.500.000 становника. У 1889. у Паризу је одржан први конгрес Друге интернационале, а 1890. одржана је прва првомајска демонстрација. Париз је у Првом светском рату, нарочито 1918, претрпео низ бомбардовања тешком артиљеријом, авионима и балонима.
Између два светска рата, Париз се проширио ван градског бедема: последња ансента Париза порушена је 1919-1920. У Другом светском рату, Париз је окупиран од Немаца 14. јуна 1940. без борбе, а ослобођен је у народном устанку 19-25. августа 1944, коме је помогао улазак у град савезничких снага.